# Matelea ligustrina
Matelea ligustrina är en oleanderväxtart som först beskrevs av Joseph Decaisne, och fick sitt nu gällande namn av G. Morillo. Matelea ligustrina ingår i släktet Matelea och familjen oleanderväxter. Inga underarter finns listade i Catalogue of Life.